# Glaciar Mertz
El glaciar Mertz es un glaciar ubicado en la Tierra de Jorge V, Antártida Oriental. Es un glaciar muy inclinado, de aproximadamente 72 kilómetros de largo y un promedio de 32 kilómetros de ancho. Alcanza el mar entre el cabo de la Motte y cabo Hurley, donde continúa como una gran lengua glaciar.

## Historia
Fue descubierto por la Expedición Antártica Australasiana (1911-1914) al mando de Douglas Mawson, quien lo nombró por Xavier Mertz, un miembro de la expedición que perdió la vida, el 7 de enero de 1913, durante un viaje por trineo. Es probable que el cuerpo de Mertz permanezca en el glaciar que lleva su nombre, unos pocos kilómetros más cerca del Océano Austral que cuando fue enterrado en el hielo por Mawson.

### Ruptura de 2010
Hacia los años 1990, el iceberg B-9B se desplazó hacia el glaciar Mertz, donde se detuvo junto al glaciar y permaneció allí durante dieciocho años. El 12 o 13 de febrero de 2010, el iceberg B-9B colisionó con la lengua flotante gigante del glaciar Mertz y cortó un nuevo iceberg que medía 78 kilómetros (48 millas) de longitud y 39 kilómetros (24 millas) de ancho. Los dos icebergs comenzaron a flotar juntos a unos 100-150 kilómetros (62-93 millas) de la costa este de la Antártida.
El iceberg recién formado fue llamado Iceberg C-28, porque fue el 28° iceberg sustancial que se desprendió de la plataforma de hielo antártico, en el cuadrante que enfrenta a Australia, desde 1976. El iceberg tenía inicialmente una altura de 400 metros y una superficie de 2.545 kilómetros cuadrados, y pesaba alrededor de 860 mil millones de toneladas.
El flujo de icebergs desde la lengua del glaciar, ha reducido la efectividad de la polinia al oeste del glaciar Mertz, que actuó como una de las principales áreas de la Antártida para la formación de densas aguas del fondo antártico. La ruptura podría afectar la futura circulación termohalina alrededor de la Antártida.